# Debito di sangue (romanzo Michael Connelly)
Debito di sangue (Blood Work) è un romanzo thriller di Michael Connelly pubblicato nel 1998.
Il libro ha vinto nel 1999 il Premio Macavity e l'Anthony Award, entrambi per il miglior romanzo. Ha inoltre vinto, sempre nel 1999, il Grand prix de littérature policière (categoria miglior romanzo straniero) con la traduzione in francese.

## Trama
Il libro vede come protagonista Terry McCaleb, un agente dell'F.B.I. in pensione anticipata a causa di un trapianto di cuore, ottenuto dalla giovane vittima di un assassinio.
La sorella della donatrice rintraccia McCaleb grazie all'articolo di un giornale e lo convince a ricercare il killer.
McCaleb si lancia così in una indagine che lo porterà a scoprire una verità traumatizzante che rievocherà i vecchi fantasmi che hanno logorato in passato il suo cuore.

## Opere derivate
Dal romanzo Debito di sangue è stato tratto un film omonimo diretto e interpretato da Clint Eastwood.

## Edizioni in italiano
- Michael Connelly, Debito di sangue, traduzione di Gianni Montanari, Casale Monferrato: Piemme, 1998
- Michael Connelly, Debito di sangue, traduzione di Gianni Montanari, Casale Monferrato: Piemme pocket, 2000
- Michael Connelly, Debito di sangue: thriller, traduzione di Gianni Montanari, Casale Monferrato: Piemme, 2000
- Michael Connelly, Debito di sangue, traduzione di Gianni Montanari, Milano: Piemme: Pickwick, 2014